# Фонтан Леопольда
Фонтан Леопольда — скульптурна композиція з фонтаном у центрі міста Інсбрука в Австрії. На вершині монумента знаходиться кінна статуя ерцгерцога Тіроля Леопольда V Фердинанда. Одна з перших відомих кінних статуй з двома точками опори.

## Історія

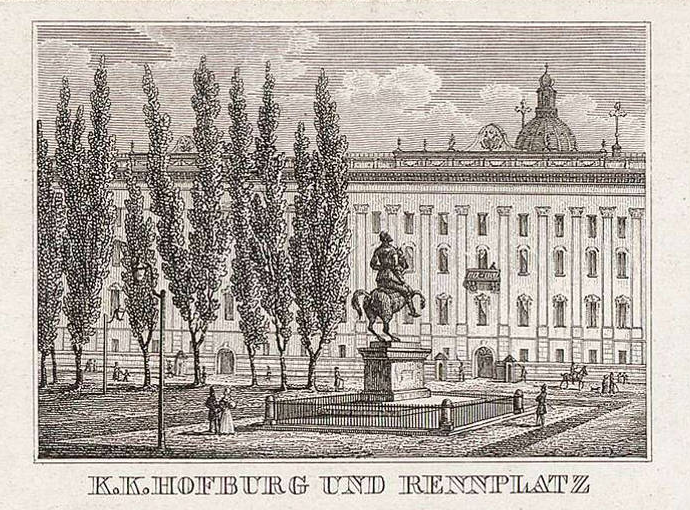
Малюнок центральній площі Інсбрука XIX століття, на якому видно, що кінна статуя розміщена на окремому постаменті.

Ініціатором створення пам'ятника став сам ерцгерцог Леопольд V Фердинанд. Спочатку він хотів, щоб, крім власної кінної статуї, всю композицію прикрашали ще багато алегоричних фігур з античної міфології. Але через передчасну смерть ерцгерцога в 1632 році (у віці 45 років) повністю задум так і не був реалізований. На даний час біля постаменту розміщені шість фігур: Океану, Діани, Амфітрити, Мопса, Нептуна і Тритона.
Автором проекту став придворний архітектор Крістоф Гумп. Судячи з усього, саме він задумав і здійснив сміливу ідею про створення кінної статуї. Безпосередньо скульптури відливав Каспар Грас.
Варто зазначити, що невдовзі після будівництва пам'ятника нижні статуї були демонтовані і майже сто років зберігалися далеко від сторонніх очей. Справа в тому, що після завершення Тридцятилітньої війни в Тіролі знову стала впливовою Католицька церква. А напівоголені фігури, та ще й античних (тобто язичницьких) богів, здавалися представникам суворої християнської моралі недозволено фривольними. Лише в XVII столітті, коли звичаї пом'якшилися, статуї повернули на місце. Однак і пізніше їх не раз монтували на нових місцях. Деякий час кінна статуя розміщувалася на окремому постаменті без фонтану і без інших фігур. Нинішня композиція у такому вигляді сформувалася до кінця XIX століття.

## Галерея

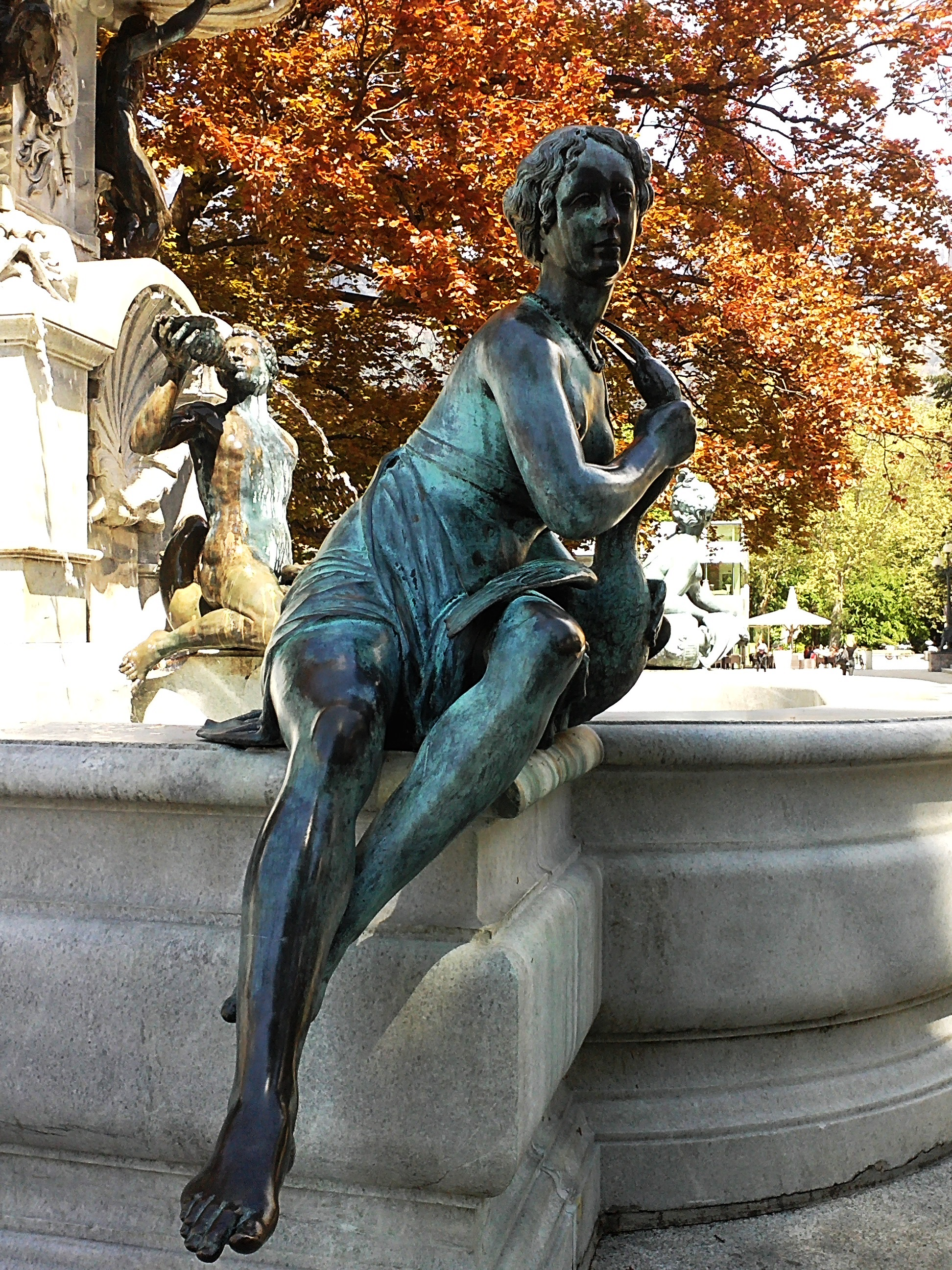
Бронзова фігура біля фонтану
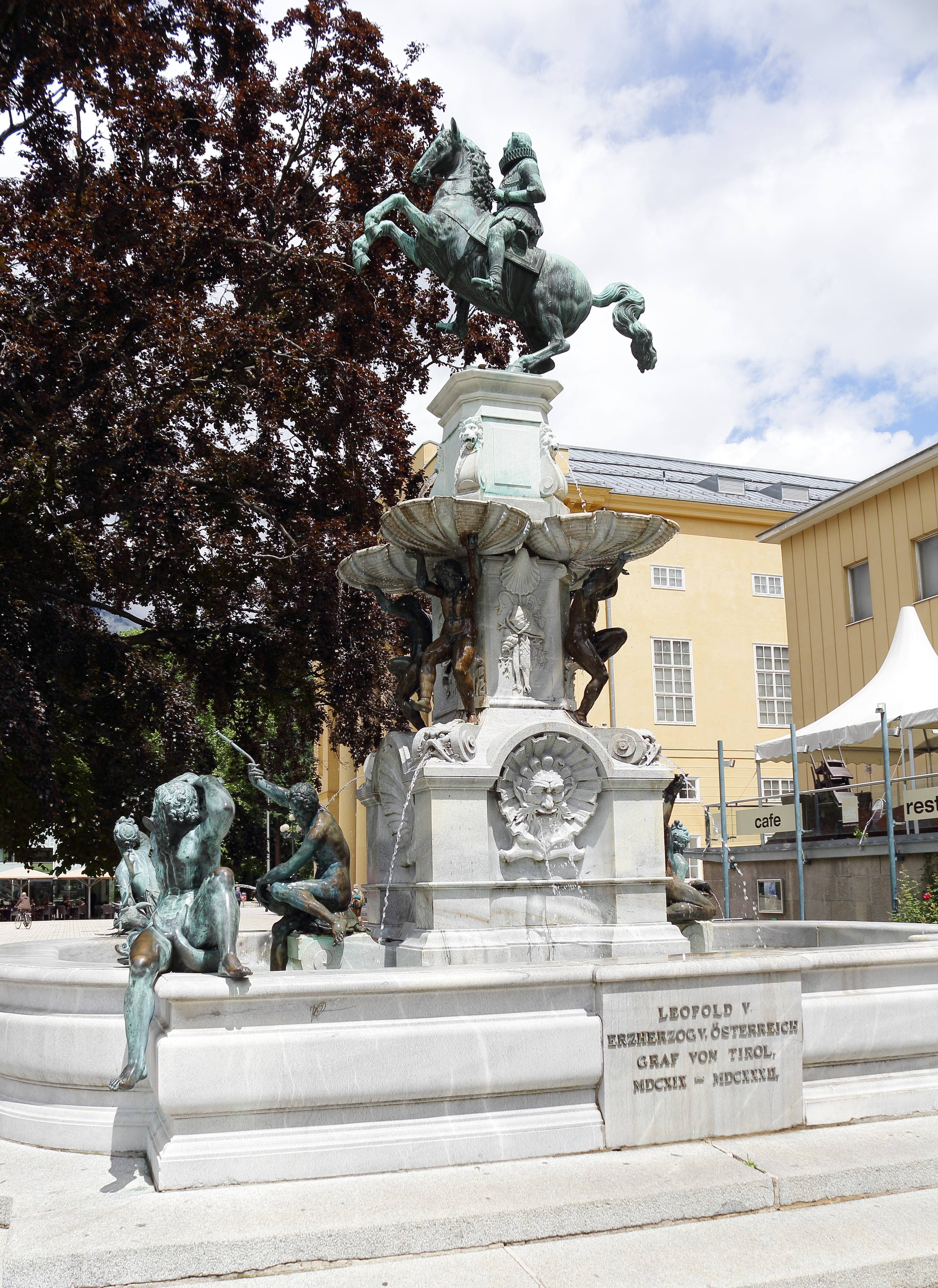
Загальний вигляд статуї і фонтани
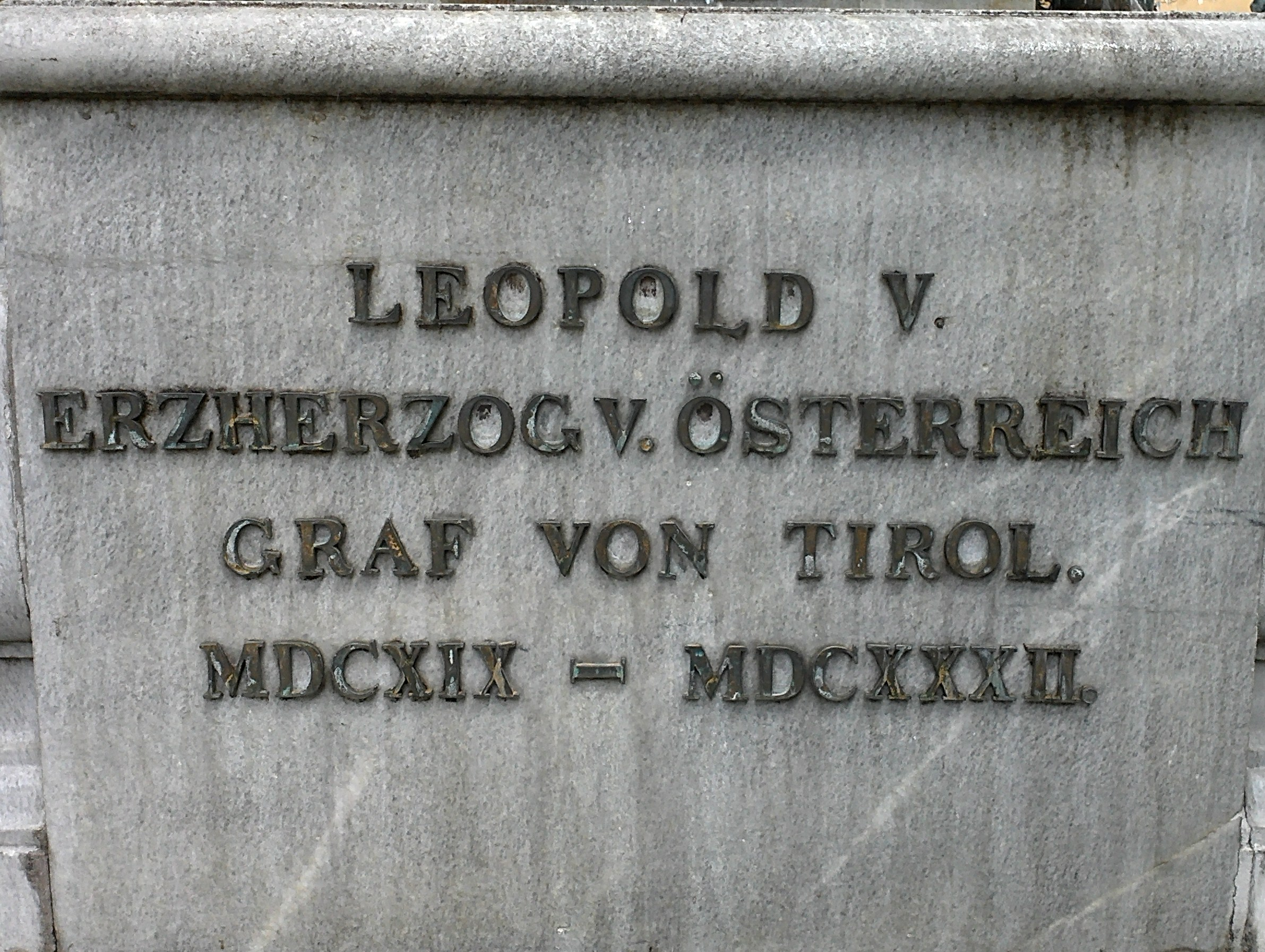
Табличка на пам'ятнику
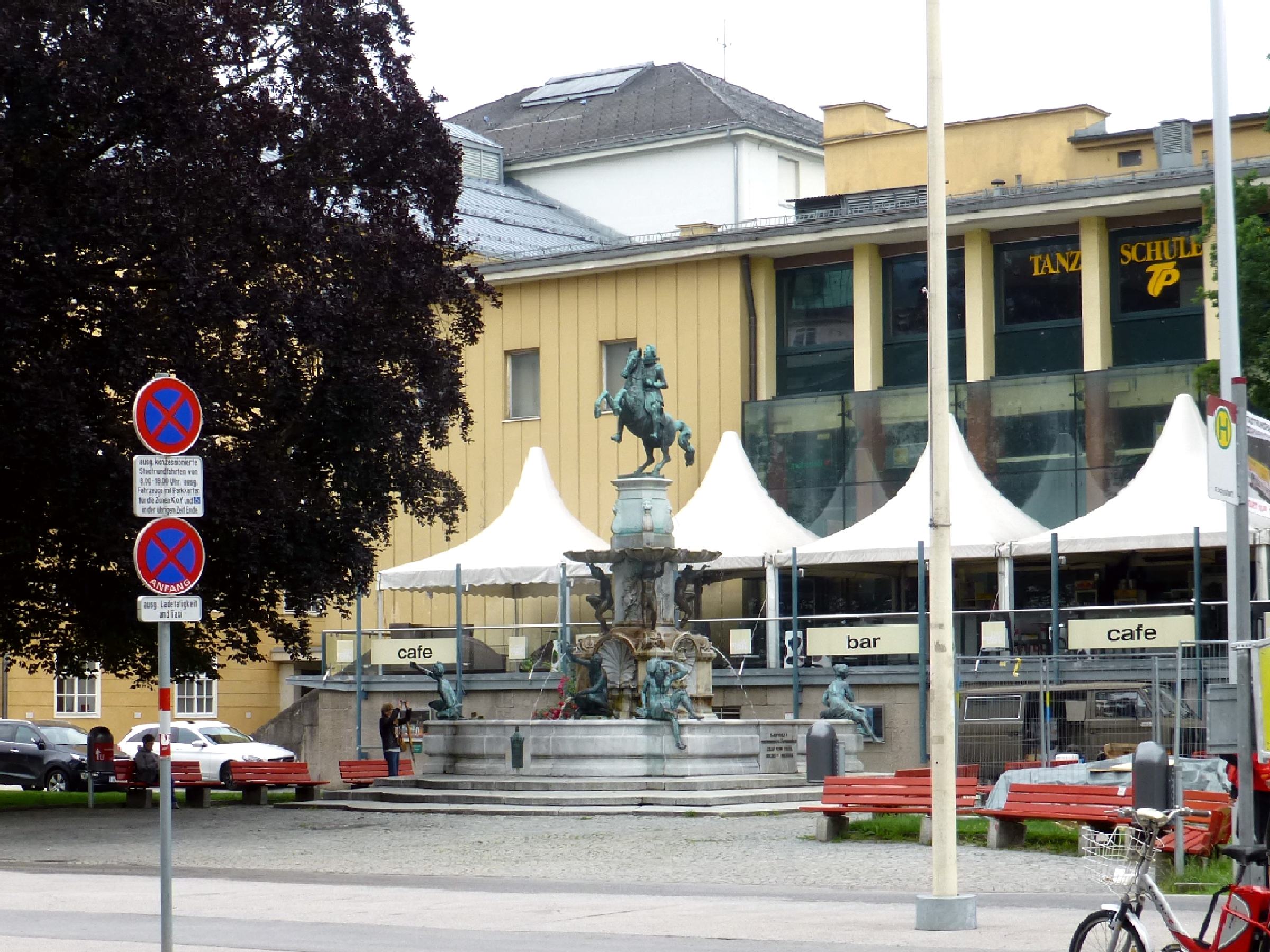
Вид площі з фонтаном
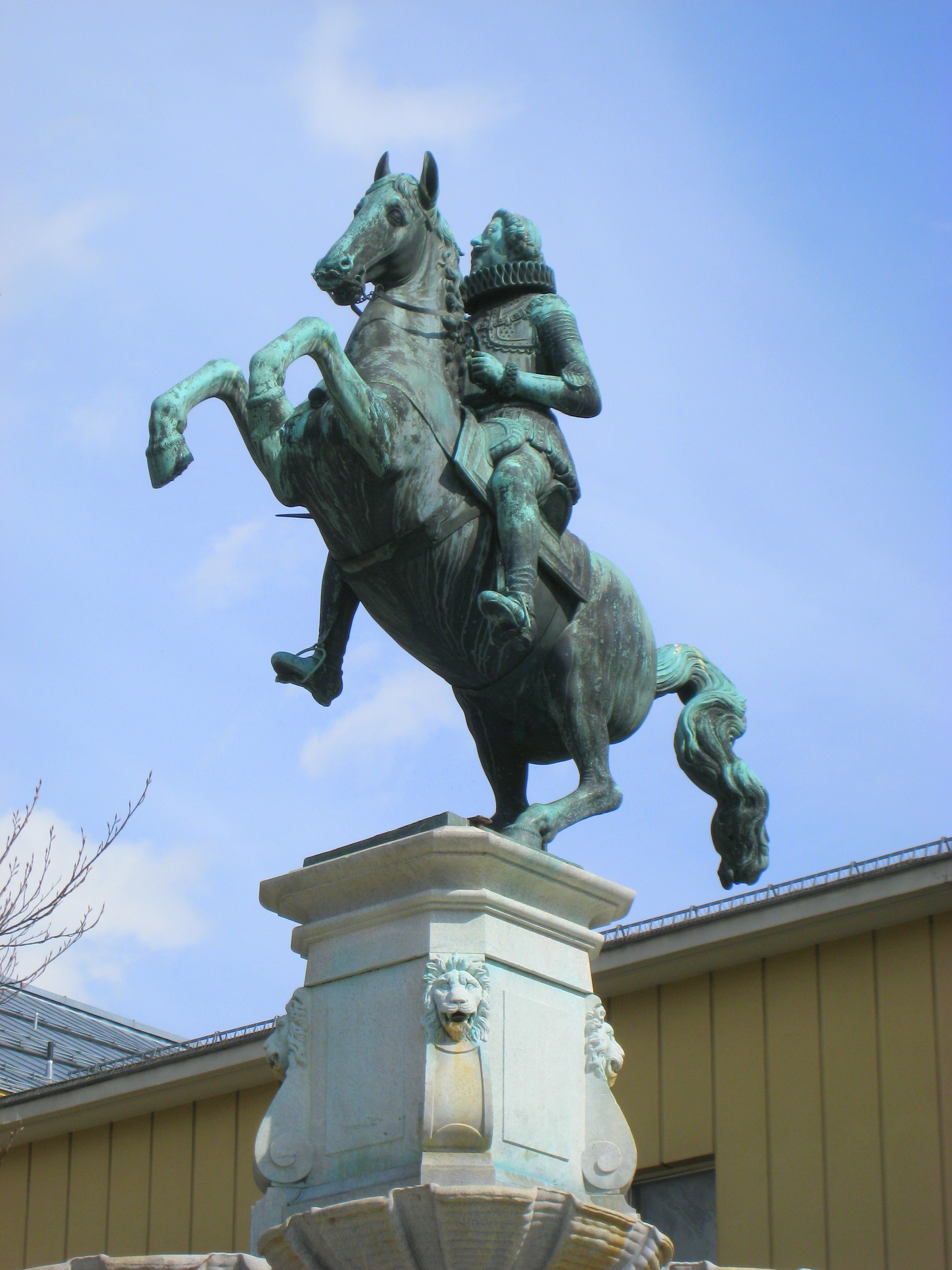
Кінна статуя